# Фрилансеры (фильм)
«Фрилансеры» (англ. Freelancers) — американский фильм режиссёра Джесси Терреро. В главных ролях Роберт Де Ниро, Дана Дилейни, Форест Уитакер и 50 Cent. Съемки проходили в Новом Орлеане, штат Луизиана, а в прокат фильм был выпущен в августе 2012 года.

## В ролях
- Кёртис Джексон (50 Cent) — Мало
- Роберт Де Ниро — Вик Сарконе
- Дана Дилейни — Лидия Вессехо
- Форест Уитакер — Деннис Лару
- Бо Гарретт — Джоуи
- Винни Джонс — Салли
- Анабель Акоста[англ.] — Син

## Производство
18 февраля 2011 года «Variety» было объявлено, что 50 Cent сыграет главную роль в фильме. Он будет играть роль сына убитого нью-йоркского копа, который вместе с двумя лучшими друзьями поступает в полицейскую академию, а после её окончания он поступает на работу в полицию, где он начинает работать с бывшим напарником своего отца Виком Сарконе.
25 марта 2011 года «Deadline» объявил что Роберт Де Ниро и Форест Уитакер присоединяются к фильму.
4 мая 2011 «Variety» было объявлено что Дана Дилейни присоединяется к фильму, она будет играть главную женскую роль женщины, из темного прошлого героя 50 Cent.

## Критика
В целом фильм получил негативные отзывы критиков. Р. Л. Шаффер из IGN оценил его на 3/10 и написал: «Фрилансеры — это скучная, безжизненная полицейская драма, построенная на клише, основанная на разовых выступлениях Фореста Уитакера и Роберта Де Ниро». Уильям Харрисон с сайта DVD Talk оценил ее на 1,5/5 и написал: «Фильм даёт аудитории то, что она уже видела ранее сто раз, но в более захватывающих полицейских драмах. Эта история о коррупции и возмездии предсказуема, и не особо интересна, а актеры 50 Cent, Роберт Де Ниро и Форест Уитакер мало что делают в кадре, кроме того, что просто передвигаются». Гордон Салливан из DVD Verdict назвал его производной и легко забываемой драмой о полицейских с хорошим актерским составом.